# Опсада Шазара (1138)
Опсада Шазара вођена је 1138. године између војске Византијског царства и крсташа из Свете земље са једне и емирата Мангидита. Битка је део крсташких ратова, а завршена је победом крсташа.

## Опсада
Византијска армија Јована Комнина стиже у кнежевину Антиохију 1137. године у исто време када се јерусалимски краљ Фулк бранио под Монтфераном. Јован Комнин је маштао о свеобухватном походу на муслимане тј. на њиховог најмоћнијег владара – Зенгија. Крсташке армије су му се придружиле и следеће године је отпочета опсада Шазара. На њега крсташи никада нису обраћали превише пажње, али је он био важан Византији јер је цар имао идеју да целу Сирију стави под контролу, а овај емират је био важна карика. У опсади су учествовали и Жосцелин II и Ремон од Поатјеа. Опсада је завршена победом крсташа, а Мангидит је пристао на плаћање годишњег данка Византији.